# 스노도니아

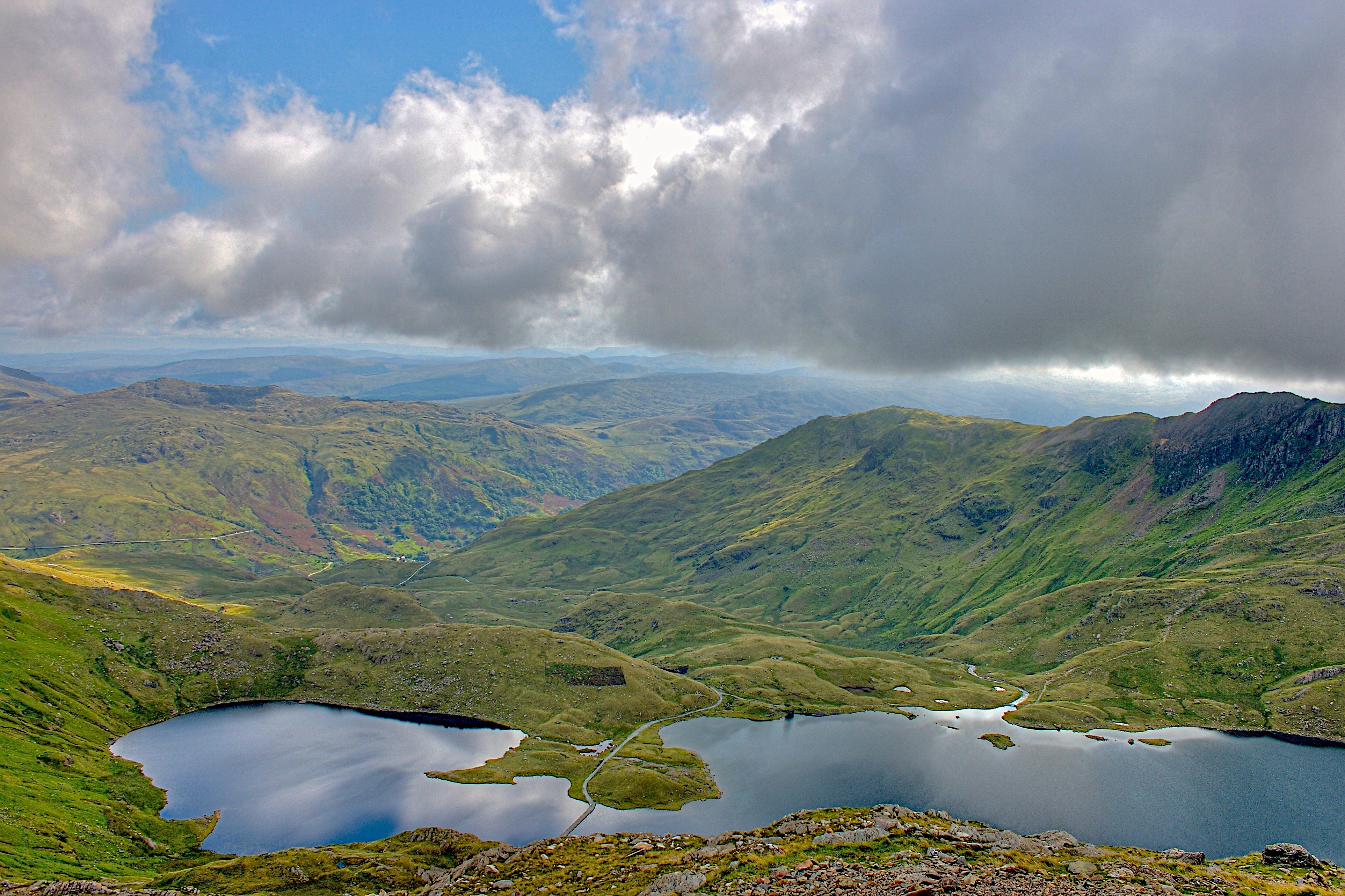
스노도니아

스노도니아(영어: Snowdonia, 웨일스어: Eryri; 에러리)는 웨일스 북부 지역 및 2,130km2(823 squre miles)의 면적에 걸쳐있는 국립공원이며 1951년에 웨일스의 3개 국립공원 중 최초로 지정되었다.
스노도니아는 영어 명칭이며 웨일스에서 가장 높은 산인 스노우돈 산(해발 고도 1,085m; 3,560피트)에서 그 이름이 유래했다. 이 지역의 웨일스어 이름은 에러리이며 독수리를 뜻하는 에러르(eryr)에서 파생되었다는 설이 있다. 하지만 에러리는 단순히 고지대를 의미한다는 학설이 유력하며, 이는 저명한 웨일스 학자 이보르 윌리암스 경이 증명한 바 있다. 중세 시대, 르웰린 압 그리피드가 웨일스 공과 스노도니아의 군주라는 칭호를 사용했으며, 그의 조부인 르웰린 바울은 북웨일스 공과 스노도니아의 군주라는 칭호를 사용했다.
스노도니아 국립공원은 1951년에 설립되었고 영국 내에서 세번째로 국립공원으로 지정되었다. 면적은 2,140km2(827 square miles)이며 60km(37 마일) 길이의 해안선을 포함한다. 다른 국가의 국립공원과는 달리, 스노도니아 및 영국의 국립공원은 중앙 계획 당국의 관리 하에 공용 대지와 사유지로 구성되어 있다.